# ジョン・F・ケネディ国際空港

FAAによる空港配置図（2013年5月）

ジョン・F・ケネディ国際空港（ジョン・F・ケネディこくさいくうこう、英: John F. Kennedy International Airport） (IATA: JFK, ICAO: KJFK, FAA LID: JFK) は、アメリカ合衆国ニューヨーク州ニューヨーク市クイーンズ区にある国際空港。
略称としてJFK空港（JFK Airport）と呼ばれる。旧名アイドルワイルド空港（Idlewild Airport）。

## 概要
ジョン・F・ケネディ国際空港は、ラガーディア空港、ニューアーク空港と共に、ニューヨーク都市圏を代表する空港で、その管理・運営・警備はすべて同地域の地域開発公団であるニューヨーク・ニュージャージー港湾公社が行っている。
巨大都市ニューヨークの空の玄関口であるジョン・F・ケネディ国際空港は、アメリカを代表する国際空港のひとつで、50を超える国々から100社近い航空会社の定期便が就航、1日の国際便の離着陸は400件に達する。2019年の旅客数は6255万人で、アメリカの空港では6位だった。
4本の滑走路と6つのターミナルを持ち、面積は約2100haで成田国際空港の約2倍である。
ジョン・F・ケネディ国際空港はデルタ航空とジェットブルー航空がハブ空港にしているほか、アメリカン航空も準ハブ空港の一つとしており、アメリカ北東部の航空網の中心である。なお、アメリカ以外の航空会社としてブリティッシュ・エアウェイズの専用ターミナルが存在していた。

## 歴史
- 1942年 - アイドルワイルド・ゴルフコースの一部を空港に転用。当初は4 km2 (1.5 sq mi)しかなかったが、後に航空機産業の活性化に伴い16 km2 (6.2 sq mi)が追加される。
- 1948年7月1日 - 初の商業飛行。
- 1948年7月31日 - ニューヨーク港湾公社に運営が移管され、国際空港となる。この際、正式名称として「ニューヨーク国際空港」（New York International Airport、IATAコード：NYI）が当初決定していたが、これが既存の空港（All New York Airports、IATAコード：NYC）と紛らわしかったため使用を見送り、通称の「アイドルワイルド空港」（Idlewild Airport、IATAコード：IDL）をそのまま暫定空港名に使用することを決定。
- 1963年12月24日 - 同年11月22日に暗殺されたジョン・F・ケネディ大統領の栄誉を讃え、同空港の正式名称を「ジョン・F・ケネディ国際空港」（John F. Kennedy International Airport、IATAコード：JFK）とすることを決定。
- 1970年1月21日 - パンアメリカン航空のボーイング747型機の運航が開始。
- 1976年4月25日 - パンアメリカン航空のボーイング747SPで ニューヨーク - 東京（当時は羽田空港）ノンストップ便が就航する。
- 1976年 - ブリティッシュ・エアウェイズとエールフランスによって大西洋上を超音速で飛行するコンコルドの運航を開始。2003年まで続いた
- 2001年9月11日 - アメリカ同時多発テロ事件の直後、最も早く一時閉鎖される。
- 2008年8月1日と3日 - エミレーツ航空により世界最大の旅客機エアバスA380がドバイ - ニューヨーク間においてお披露目となるフライトが行われる。

### B747SP誕生のきっかけとなった空港
当時パンアメリカン航空の本拠地であったこの空港は、ロンドン・パリ/CDG・ローマからはノンストップで行けるのに対し、日本からのアクセスは747就航後でもアンカレジまたはホノルル・シアトル・ロサンゼルス/LAXを経由する必要があった。そこで、極東からJFKまでの無着陸飛行のためにボーイング社が開発したのが超長距離用747SPである。1976年4月25日、パンアメリカン航空により、世界で初めて同空港から東京への無着陸直行便が就航した。

## 構造と機能

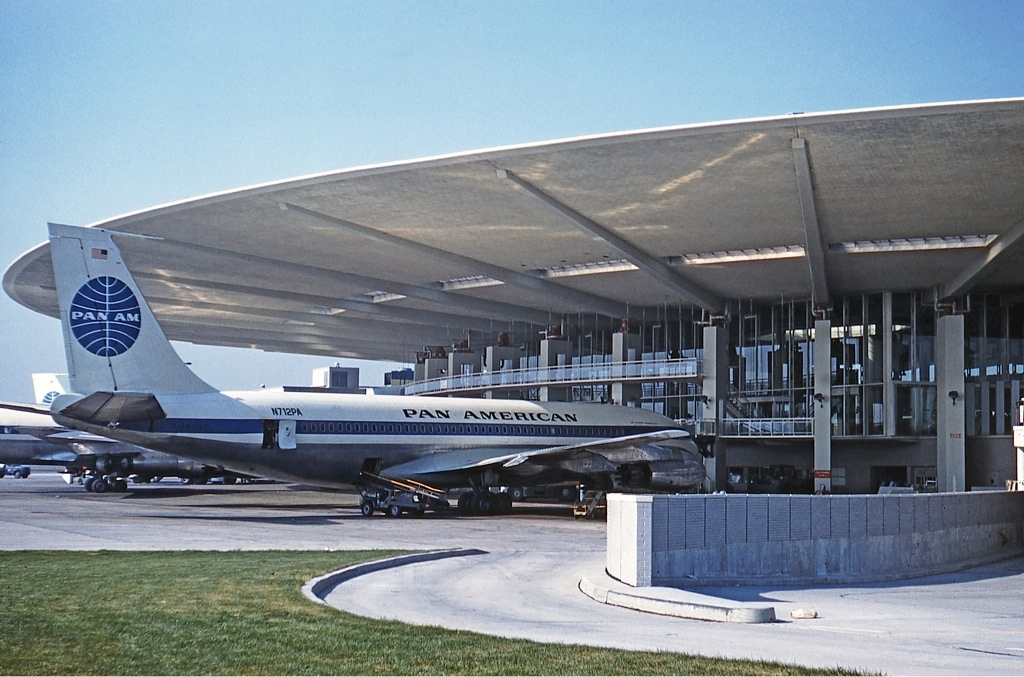
ターミナル3（1960年代）

4本の滑走路が中央ターミナルを囲み、それぞれがペアで平行に走っている。13R-31L滑走路は商用滑走路としては北米最長の4440m。
1948年から1957年まではターミナルが1つしかなかった。その後国際線到着ターミナルは老朽化のために14億ドル掛けて2001年に第4ターミナルとして改装された。その他8つのターミナルは1958年から1971年にかけて各ターミナルはそのターミナルのメインとなる航空会社によって設計され作られた。これらのターミナルは貨物の取り扱いに関しても非常に大きな機能を持っている。
パンアメリカン航空のメインターミナルで「パンナム・ワールドポート」の愛称で呼ばれていた第3ターミナルは1962年に完成した。特筆する点として長円形の屋根が、放射状に32本ものケーブルで吊るされている。屋根は旅客エリアをカバーしている。これは乗客がスポットに泊められた飛行機に楽に移動するための特別な橋となっている。
トランス・ワールド航空のメインである第5ターミナルも1962年に完成した。家具デザイナーとしても知られるフィンランド生まれのアメリカ人建築家エーロ・サーリネンによって設計された。また第3ターミナル、第5ターミナルともに1970年代に改装されている。
貨物の取り扱い量も多く、現在アメリカン航空、アシアナ航空、キャセイパシフィック航空、エミレーツ・スカイカーゴ、ルフトハンザ・カーゴ、日本貨物航空、ユナイテッド航空など、100社以上が貨物専用便を就航させており、敷地内には航空貨物を取り扱う施設も数多い。

## ターミナル

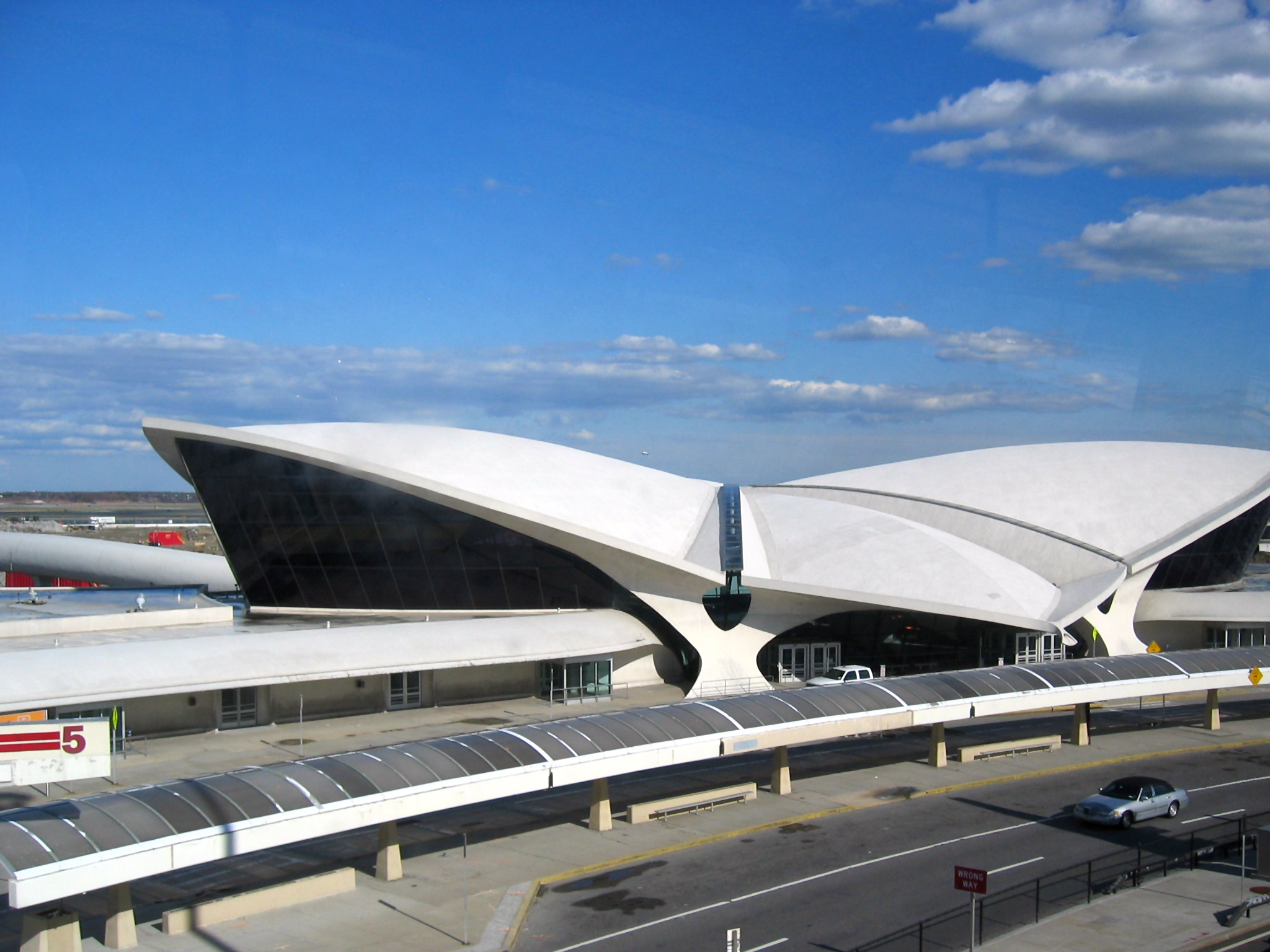
ターミナル5（TWAターミナル）、エーロ・サーリネン設計、1962年

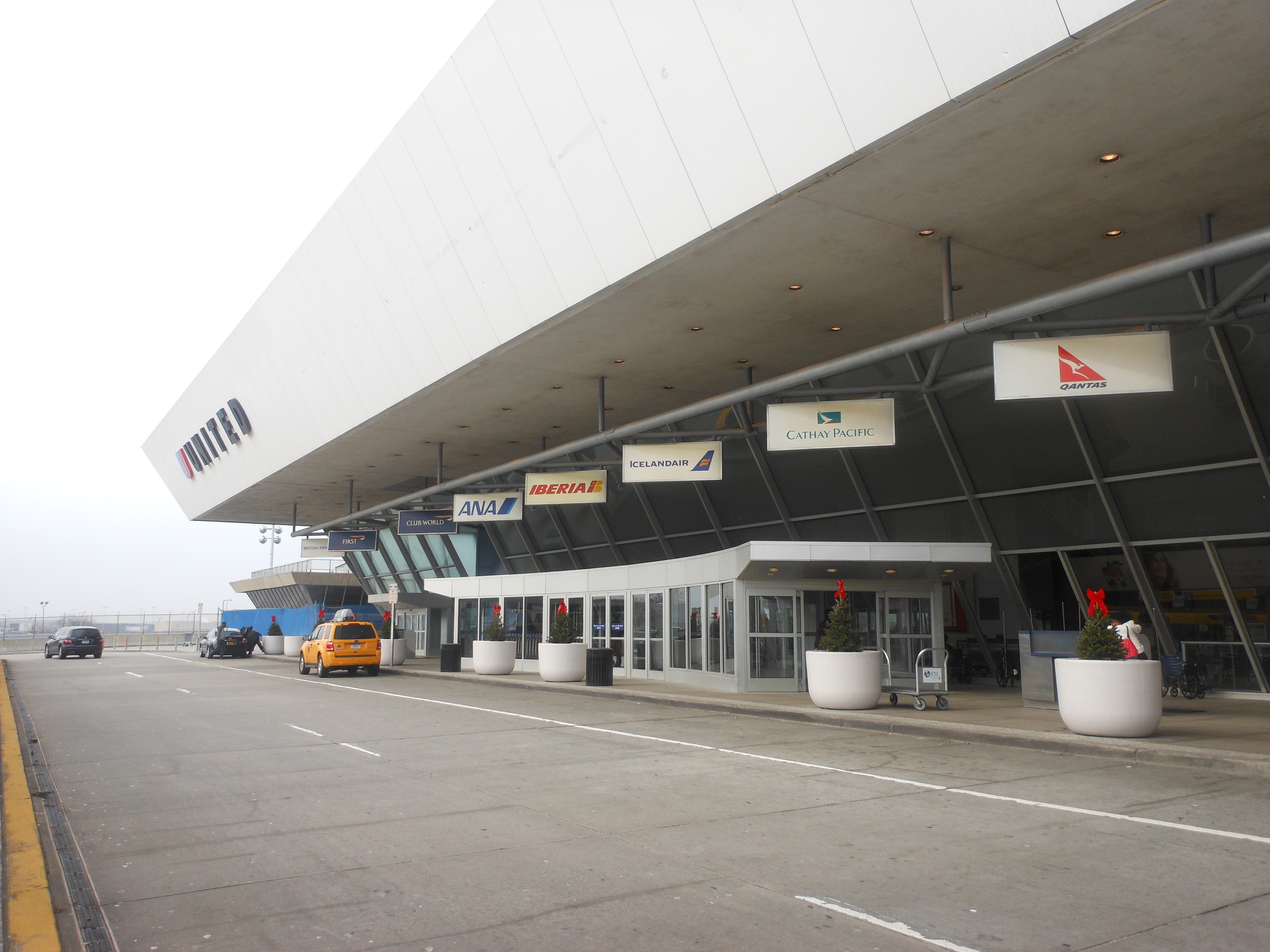
ターミナル7

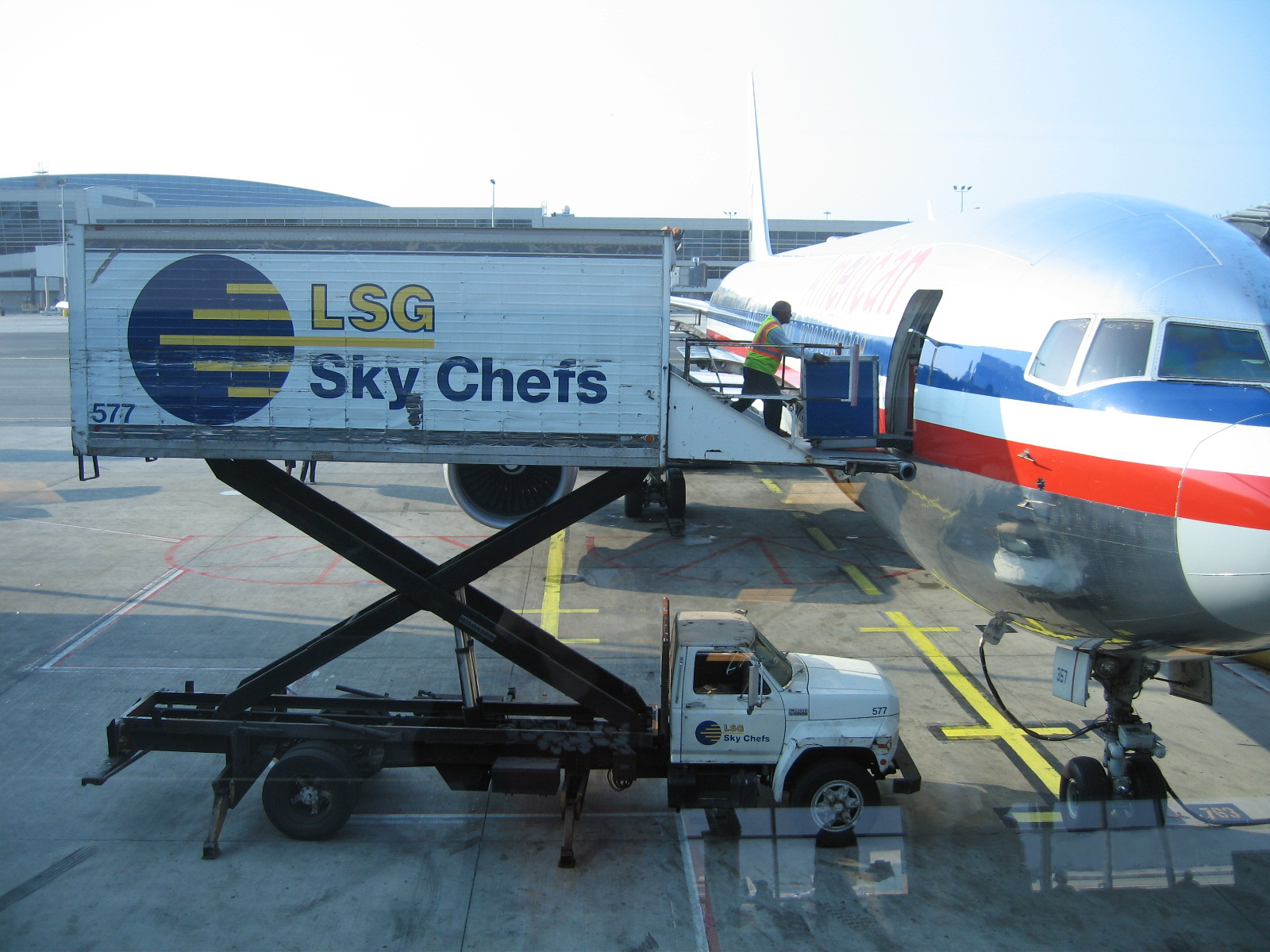
ターミナル8のアメリカン航空のボーイング767

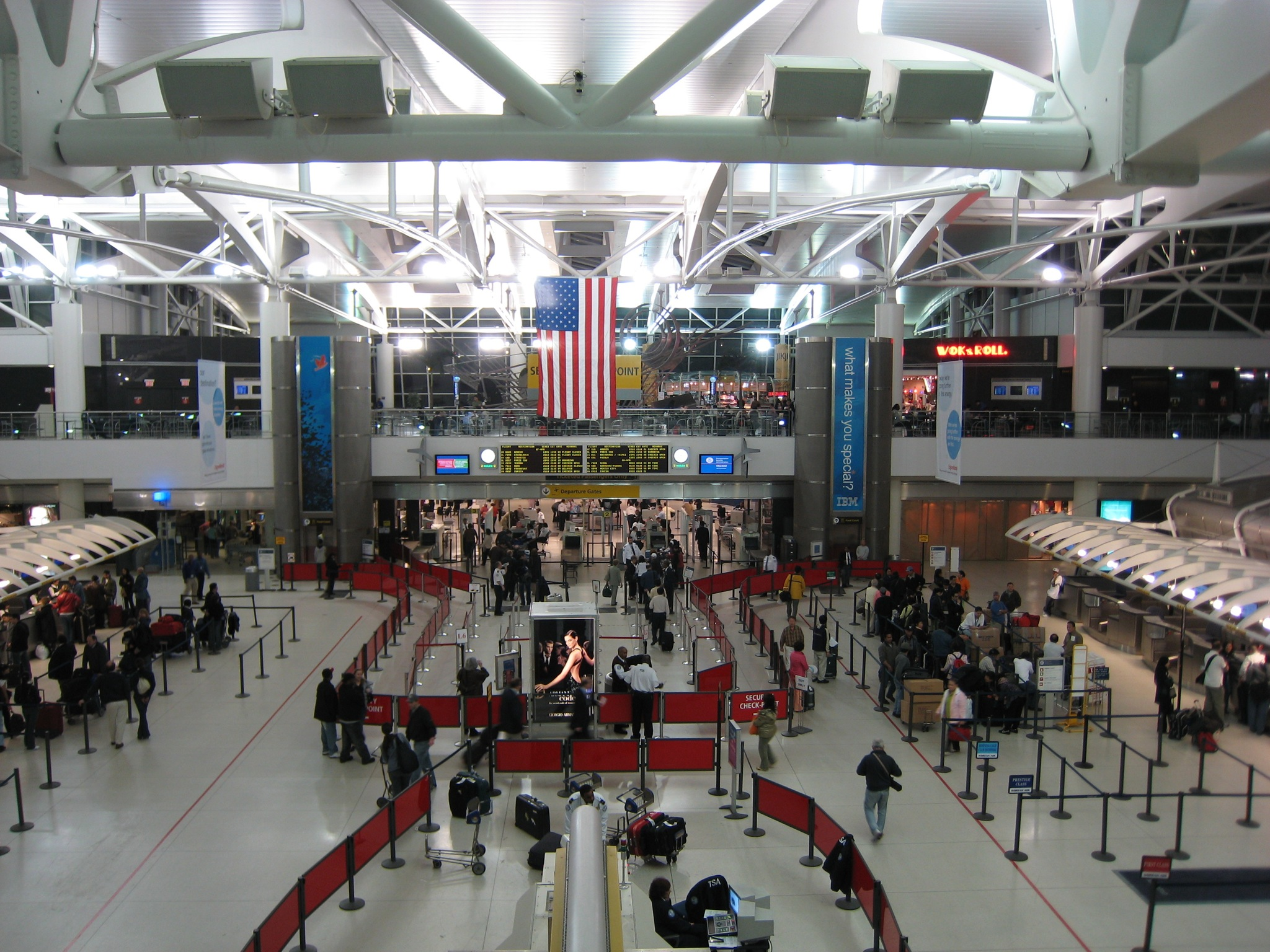
ターミナル1
当初はイースタン航空（1991年運航停止）によって占められていた。1998年に、同空港に乗り入れる複数の航空会社（エールフランス、日本航空、ルフトハンザ）によって建て替えられた。2025年現在、以前のターミナル2と3の敷地に拡張工事中で、それが完成後現在のターミナル1の建物は建て直しされる計画で、この増築及びリニューアル工事全体は2030年完了の予定。

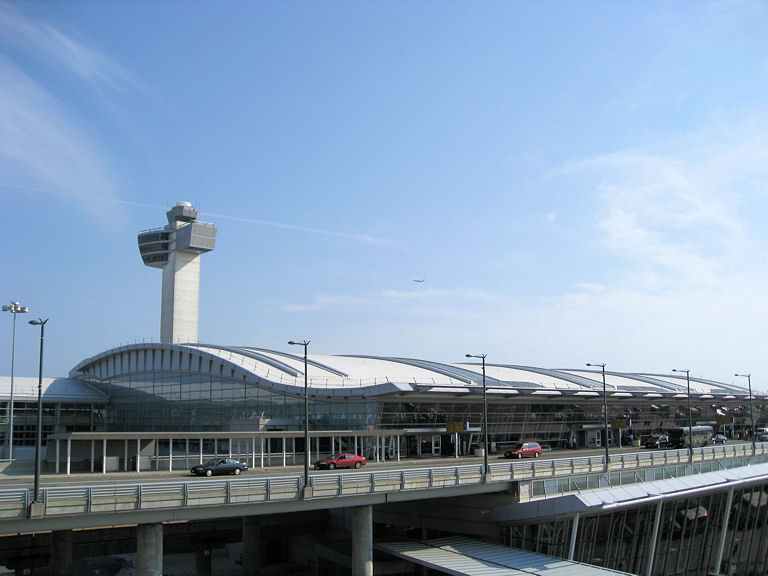
ターミナル4
2001年に改装された。唯一の24時間利用可能ターミナル。ゲート数は38。かつては国際線到着ターミナル（International Arrivals Terminal）と呼ばれており、日本航空やルフトハンザドイツ航空、エアーインディアなどが使用していた。アメリカ外の航空会社便が多く発着するとともにデルタ航空のハブターミナルでもある。
ターミナル5
エーロ・サーリネンの設計で1962年に完成し、旧トランスワールド航空のターミナルとして使用されていた。TWAターミナル、またはTWAフライトセンターとも呼ばれる。「サーリネンのターミナルビル」としても知られる優美なデザインは、第3ターミナルとともにケネディ空港を代表する建築物となっている。また、歴史的建造物にも指定されている。
4枚のシェルが長さ105m、高さ17mのスペースを覆う。鳥が翼をひろげ飛び立つようなイメージを、コンクリートシェルで表現したデザインは当時の建築界に衝撃を与えた。内部は曲面天井の伸びやかな空間で、シェル面のスリットからの光も魅力的な、安らぎの空間がつくり出されている。ジェットブルーのハブターミナル。
ターミナル7
当初、ブリティッシュ・エアウェイズのターミナルとして1970年に完成した。1991年・2003年・2008年にそれぞれ改装された。ゲート数は20。スターアライアンスの全日本空輸、エア・カナダ、スカンジナビア航空、LOTポーランド航空、エチオピア航空、スカイチームのアルゼンチン航空、ワンワールドのアラスカ航空の他、アライアンスに属していないエアリンガスなどが乗り入れている。
なお、2026年をもって運営を終了し建物は取り壊し予定で、ここを利用している航空会社の多くは新しくできるターミナル6に移行予定。

ターミナル8
当初、アメリカン航空のターミナルとして1960年に完成した。ゲート数は15。
2007年8月に新しい第8ターミナルが完成して、従来2ターミナルに別れていた国際線、国内線などが統合された。ゲート数は29。
2022年12月からはブリティッシュ・エアウェイズとイベリア航空が第7ターミナルから、2023年5月からは日本航空が第1ターミナルから移転し、ワンワールド加盟各社のハブターミナルとなる。

### 現存しないターミナル
ターミナル2
1962年にノースウエスト航空、ノースイースト航空、ブラニフ航空により完成した。のちにパンアメリカン航空も国内線が乗り入れてきた。デルタ航空が主に利用し、2006年4月までは同社の運営するソングが利用していた。隣のターミナル1の拡張工事とともに撤去された。
ターミナル3
1960年にパンアメリカン航空により完成し、同社のターミナルとなっていた。1971年には拡大し“フライングソーサ”という屋根が有名で最も大きなターミナルとなっていた。かつてここには、イスラム革命以前のイラン航空が乗り入れていた際、このターミナルを利用していた。パンナムの倒産した1991年以降はデルタ航空が買い取り、改装された。ゲート数は17。通称「ワールドポート」。その後第3ターミナルの全機能がターミナル4に移管されており、第3ターミナルは2014年に完全に解体された。
ターミナル6
イオ・ミン・ペイの設計で1969年に完成し、旧ナショナル航空のターミナルとして使用されていた。通称「サンドローム」。ナショナル航空が旧パンアメリカン航空に買収されると、隣接する第5ターミナルを使用していた旧トランスワールド航空が第6ターミナルを買収し、その一部をユナイテッド航空にリースした。2001年にトランスワールド航空がアメリカン航空に買収されると、ジェットブルー航空が同ターミナルを買収、750万ドルをかけた大改修の後、同航空のハブとして再開業されたが、2010年に第5ターミナルに移転し2011年に解体。ゲート数は21。
新しいターミナル6が建設中で、2026年より運用開始予定。
ターミナル9
1959年に10のゲート数で完成した。アメリカン航空の国内線を中心に利用されていた。2007年に完成した新しい第8ターミナルは、第9ターミナル敷地を中心に建設された。
タワーエアターミナル
タワーエアが第7ターミナルから1993年に貨物区域の旧パンアメリカン航空整備施設オフィス棟を改装し移転。1995年には3つのフィンガーを追加し2000年の同社倒産まで運用。

### ターミナルビル概略図

ターミナルビル概略図
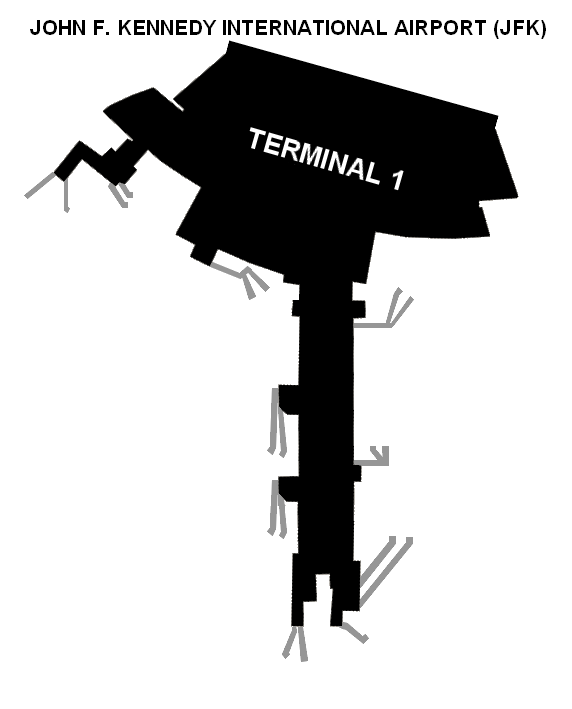
ターミナル1
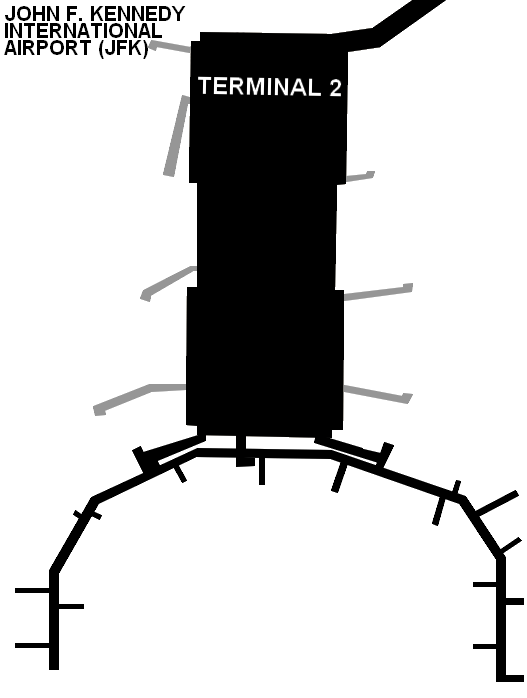
ターミナル2
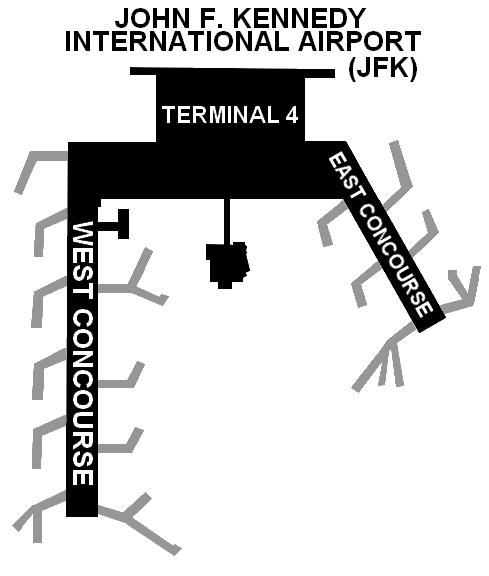
ターミナル4
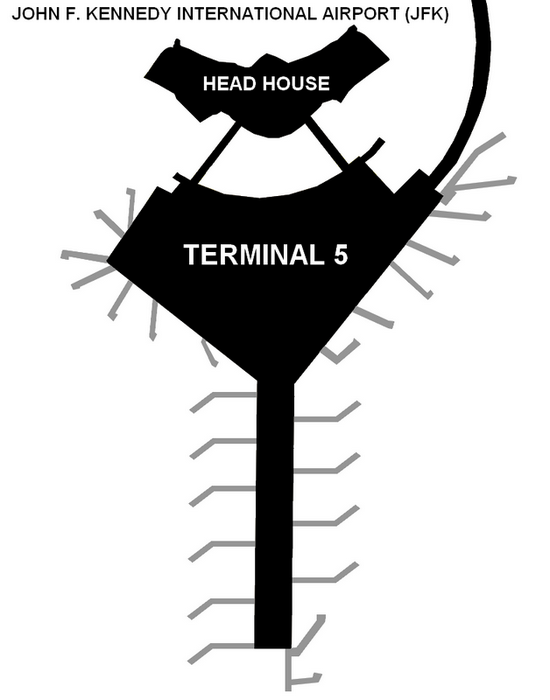
ターミナル5
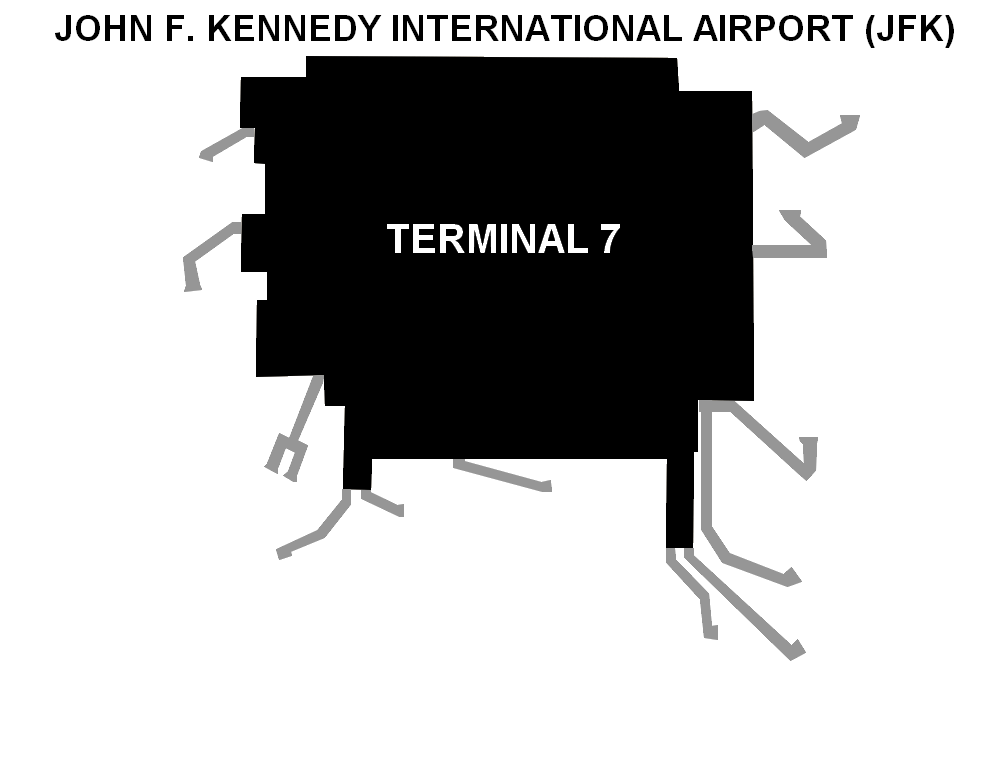
ターミナル7
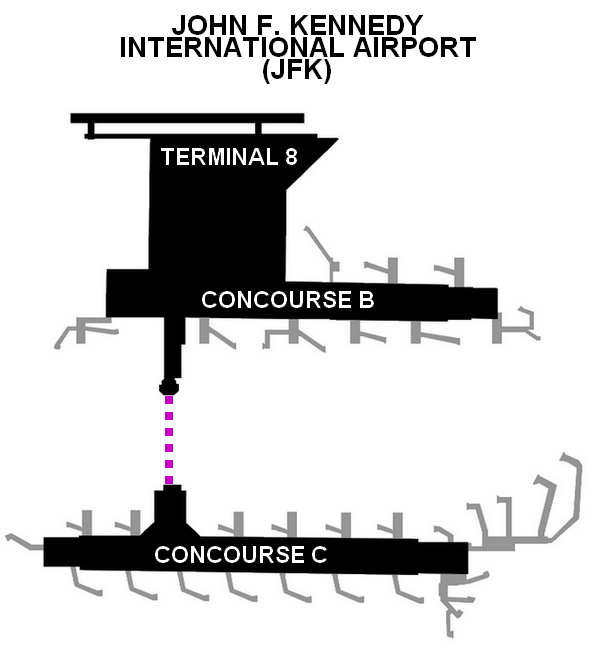
ターミナル8

## 主な就航路線
| 航空会社                         | 就航地 |
| -------------------------------- | --- |
| デルタ航空                       | アトランタ、オースティン、ボストン、チャールストン(SC)、デンバー、デトロイト、フォートローダーデール、ラスベガス、マイアミ、ミネアポリス=セントポール、ニューオリンズ、オーランド、フェニックス、ポートランド(OR)、ソルトレイクシティ、サンアントニオ、サンディエゴ、サンフアン、タンパ [季節運航] : バッファロー、シンシナティ、フォートマイヤーズ、ホノルル、ジャクソンホール、ピッツバーグ、ローリー/ダーラム、サラソータ、サバナ、ワシントン/ナショナル、ウェストパームビーチ |
| デルタ航空(国際)                 | アクラ、アムステルダム、アルバ、バルバドス、バルセロナ、バミューダ、ブリュッセル、カンクン、ダカール、ダブリン、フランクフルト、ハバナ、ロンドン/LHR、ロサンゼルス/LAX、マドリード、マンチェスター、メキシコシティ、ミラノ/マルペンサ、モンデゴ・ベイ、ナッソー、パリ/CDG、プンタ・カナ、レイキャビック、ローマ、セント・マーチン、サンフランシスコ、サンティアゴ・デ・ロス・カバリェロス、サントドミンゴ、サンパウロ、シアトル、セント・トーマス島、テルアビブ、チューリッヒ [季節運航] : アテネ、ベルリン/テーゲル、コペンハーゲン、エディンバラ、グラスゴー、グランドケイマン、グレナダ、グアテマラシティ、キングストン/ノーマン・マンレー、リベリア (コスタリカ)、リスボン、マラガ、モスクワ/シェレメーチエヴォ、ニース、プラハ、プロビデンシアレス、プエルト・バヤルタ、サン・ホセ、サンホセ・デル・カボ、シャノン、ストックホルム、セントルシア、バンクーバー、ヴェネツィア |
| デルタ・コネクション             | ボルチモア、バンゴー、ボストン、バッファロー、シャーロット、シカゴ/ORD、シンシナティ、クリーブランド、コロンバス(OH)、ダラス/フォートワース、デトロイト、ハリファックス、インディアナポリス、ジャクソンビル、ミネアポリス=セントポール、モントリオール、ナッシュビル、ニューオリンズ、ノーフォーク、フィラデルフィア、ピッツバーグ、ケベックシティ、ローリー/ダーラム、リッチモンド、ロチェスター(NY)、サバナ、シラキュース、トロント、ワシントン/ダレス、ワシントン/ナショナル [季節運航] : チャールストン(SC)、フォートマイヤーズ、マーサズ・ヴィンヤード、ナンタケット、サラソータ、タンパ、ウェストパームビーチ |
| ジェットブルー航空               | アグアディラ、アルバカーキ、アンティグア、アルバ、オースティン、バルバドス、バミューダ、ボストン、バッファロー、ロサンゼルス/バーバンク、バーリントン、カンクン、カルタヘナ (コロンビア)、チャールストン(SC)、シャーロット、シカゴ/ORD、キュラソー、デイトナビーチ、デンバー、フォートローダーデール、フォートマイヤーズ、グランドケイマン、グレナダ、ハバナ、ヒューストン/ホビー、ジャクソンビル、キングストン、ラロマナ、ラスベガス、リベリア (コスタリカ)、ロサンゼルス/ロングビーチ、ロサンゼルス/LAX、モンデゴ・ベイ、ナッソー、ニューオリンズ、オークランド(CA)、オーランド、フェニックス、ポンセ、ポートオープリンス、ポート・オブ・スペイン、ポートランド(ME)、ポートランド(OR)、プロビデンシアレス、プエルト・プラタ、プンタ・カナ、ローリー/ダーラム、リノ、ロチェスター(NY)、サクラメント、セントルシア/ヘウノラ、セント・マーチン、ソルトレイクシティ、サンディエゴ、サンフランシスコ、サンノゼ、サンフアン、サンティアゴ・デ・ロス・カバリェロス、サントドミンゴ、サバナ、シアトル、シラキュース、タンパ、ワシントン/ダレス、ウェストパームビーチ [季節運航] : ハイアニス、マーサズ・ヴィンヤード、ナンタケット、パームスプリングス、サラソータ |
| アメリカン航空                   | アンティグア、オースティン、バルセロナ、バミューダ、ボストン、ブエノスアイレス、カンクン、シャーロット、シカゴ/ORD、ダラス/フォートワース、ラスベガス、ロンドン/LHR、ロサンゼルス/LAX、マドリード、マイアミ、ミラノ/マルペンサ、オーランド、パリ/CDG、フェニックス、ポートオープリンス、プロビデンシアレス、リオデジャネイロ、セント・トーマス島、サンディエゴ、サンフランシスコ、サンフアン、サンパウロ、シアトル、ツーソン、ワシントン/ナショナル、チューリッヒ、東京/羽田 [季節運航] : ダブリン、イーグル/ベイル、エディンバラ、マンチェスター、プンタ・カナ、ローマ、セントキッツ、セント・マーチン、ツーソン |
| アメリカン・イーグル             | ボルチモア、シンシナティ、クリーブランド、コロンバス(OH)、インディアナポリス、モントリオール、ナッシュビル、ノーフォーク、ピッツバーグ、ローリー/ダーラム、トロント、ワシントン/ナショナル |
| ユナイテッド航空                 | サンフランシスコ、ロサンゼルス/LAX |
| アラスカ航空                     | シアトル、サンフランシスコ、ロサンゼルス/LAX、サンディエゴ |
| サンカントリー航空               | ミネアポリス=セントポール |
| ハワイアン航空                   | ホノルル |
| ウエストジェット航空             | カルガリー |
| アエロメヒコ航空                 | メキシコシティ |
| ボラリス                         | カンクン、グアダラハラ |
| ビバアエロブス                   | モンテレイ、メキシコシティ |
| コパ航空                         | パナマシティ |
| アビアンカ航空                   | ボゴタ、カリ、カルタヘナ、メデジン |
| アビアンカ・コスタリカ           | サンサルバドル |
| アビアンカ・エルサルバドル       | サン・ペドロ・スーラ、サンサルバドル |
| カリビアン航空                   | ジョージタウン/チェディ・ジェーガン、キングストン、モンデゴ・ベイ、ポート・オブ・スペイン、トバゴ |
| ケイマン航空                     | グランドケイマン |
| フライ・ジャマイカ・エアウェイズ | ジョージタウン/チェディ・ジェーガン、キングストン |
| LATAM ブラジル                   | リオデジャネイロ、サンパウロ |
| アルゼンチン航空                 | ブエノスアイレス |
| LATAM チリ                       | ブエノスアイレス、リマ、サンティアゴ |
| LATAM エクアドル                 | グアヤキル |
| 日本航空                         | 東京/羽田 |
| 全日本空輸                       | 東京/羽田 |
| 大韓航空                         | ソウル/仁川 |
| アシアナ航空                     | ソウル/仁川 |
| チャイナエアライン               | 台北/桃園 |
| エバー航空                       | 台北/桃園 |
| キャセイパシフィック航空         | 香港 |
| 中国国際航空                     | 北京/首都 |
| 中国東方航空                     | 上海/浦東 |
| 中国南方航空                     | 広州 |
| 厦門航空                         | 福州/長楽 |
| シンガポール航空                 | フランクフルト、シンガポール |
| フィリピン航空                   | マニラ、バンクーバー |
| ルフトハンザドイツ航空           | フランクフルト、ミュンヘン |
| KLMオランダ航空                  | アムステルダム |
| ブリティッシュ・エアウェイズ     | ロンドン/LHR、ロンドン/LGW、ロンドン/LCY |
| ヴァージン・アトランティック航空 | ロンドン/LHR [季節運航] : マンチェスター |
| エールフランス                   | パリ/CDG、パリ/ORY |
| ブリュッセル航空                 | ブリュッセル |
| ITAエアウェイズ                  | ミラノ、ローマ |
| エアリンガス                     | ダブリン、シャノン |
| イベリア航空                     | マドリード |
| エアヨーロッパ                   | マドリード |
| TAP ポルトガル航空               | リスボン |
| アイスランド航空                 | レイキャヴィーク |
| フィンエアー                     | ヘルシンキ |
| LOTポーランド航空                | ワルシャワ |
| スイス国際航空                   | ジュネーヴ、チューリッヒ |
| オーストリア航空                 | ウィーン |
| エア・セルビア                   | ベオグラード |
| ターキッシュ エアラインズ        | イスタンブール |
| ウクライナ国際航空               | キーウ/ボルィースピリ |
| アエロフロート・ロシア航空       | モスクワ/シェレメーチエヴォ (無期運休中) |
| アゼルバイジャン航空             | バクー |
| エジプト航空                     | カイロ |
| ロイヤル・エア・モロッコ         | カサブランカ |
| カタール航空                     | ドーハ |
| アリクエア                       | ラゴス |
| ケニア航空                       | ナイロビ |
| 南アフリカ航空                   | ヨハネスブルグ |
| エル・アル航空                   | テルアビブ |
| サウジアラビア航空               | ジッダ、リヤド |
| エミレーツ航空                   | ドバイ、ミラノ |
| エティハド航空                   | アブダビ |
| クウェート航空                   | クウェート |
| ガルフ・エア                     | バーレーン(2025年10月1日より運航再開予定) |
| ロイヤルヨルダン航空             | アンマン |
| パキスタン国際航空               | ラホール |
| エア・インディア                 | デリー、ムンバイ |
| ウズベキスタン航空               | リガ、タシュケント |
| カンタス航空                     | シドニー |

## 就航都市

### 国際線
アジア
- 日本: 東京/羽田
- 韓国: ソウル/仁川
- 台湾: 台北/桃園
- 香港: 香港
- 中国: 北京/首都、上海/浦東、福州/長楽、広州/白雲
- シンガポール: シンガポール
- インド: デリー、ムンバイ、チェンナイ
- パキスタン: カラチ、ラホール
- アラブ首長国連邦: ドバイ、アブダビ
- カタール: ドーハ
- サウジアラビア: リヤド、ジェッダ
- クウェート: クウェート
- ヨルダン・ハシミテ王国: アンマン
- ウズベキスタン: タシュケント
- イスラエル: テルアビブ
- トルコ: イスタンブール

アフリカ
- 南アフリカ: ヨハネスブルク
- モロッコ: カサブランカ
- ガーナ: アクラ
- エジプト: カイロ
- ケニア: ナイロビ
- ナイジェリア: ラゴス、アブジャ
- セネガル: ダカール
- コートジボワール:アビジャン

ヨーロッパ
- イギリス: ロンドン/ヒースロー、マンチェスター
- アイルランド: ダブリン
- アイスランド: レイキャビク/ケプラヴィーク
- デンマーク: コペンハーゲン
- スウェーデン: ストックホルム/アーランダ
- フィンランド: ヘルシンキ/ヴァンター
- ドイツ: フランクフルト、ミュンヘン、デュッセルドルフ、ベルリン
- スイス: チューリッヒ、ジュネーヴ
- オーストリア: ウィーン
- オランダ: アムステルダム
- ベルギー: ブリュッセル
- フランス: パリ/CDG、パリ/オルリー、ニース
- イタリア: ミラノ/マルペンサ、ローマ/フィウミチーノ、ヴェネツィア、ピサ、ナポリ、パレルモ
- スペイン: バルセロナ、マドリード、マラガ、バレンシア
- チェコ: プラハ
- ポーランド: ワルシャワ/ショパン、ジェシュフ
- ロシア: モスクワ
- ウクライナ: キエフ
- ラトビア: リガ
- ギリシャ: アテネ

北アメリカ
- カナダ: トロント、モントリオール、バンクーバー
- メキシコ: メキシコシティ、カンクン、プエルト・バヤルタ
- バミューダ: ハミルトン

中央アメリカ
- パナマ: パナマシティ
- コスタリカ: サン・ホセ
- ホンジュラス: サン・ペドロ・スーラ
- エルサルバドル: サンサルバドル

カリブ海
- プエルトリコ: サン・フアン、アガディージャ（英語版）
- ドミニカ共和国: サントドミンゴ、プエルト・プラタ、サンティアゴ・デ・ロス・カバリェロス、プンタ・カナ
- オランダ領アンティル（オランダ海外領土）:
  -  オラニエスタッド
  -  フィリップスブルフ
  -  クラレンダイク
- ジャマイカ: モンデゴ・ベイ、キングストン
- バルバドス: ブリッジタウン
- アンティグア・バーブーダ: セントジョンズ
- バハマ: ナッソー
- グランドケイマン（イギリス海外領土）: グランドケイマン
- セントクリストファー・ネービス: セントクリストファー島
- ハイチ: ポルトープランス
- トリニダード・ドバゴ: ポートオブスペイン、スカボロー
- グレナダ: セントジョージズ
- セントルシア: ヴューフォート
- タークス・カイコス諸島: プロビデンシアレス
- アメリカ合衆国（バージン諸島）: セント・トーマス島

南アメリカ
- アルゼンチン: ブエノスアイレス
- ブラジル: サンパウロ、リオデジャネイロ
- ペルー: リマ
- チリ: サンティアゴ
- コロンビア: ボゴタ、サンティアゴ・デ・カリ、メデジン
- エクアドル: キト、グアヤキル
- ガイアナ: ジョージタウン

オセアニア
- オーストラリア: シドニー

## アクセス

### エアトレイン

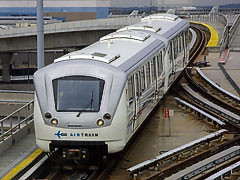
エアトレイン

1998年から高速軽軌道システム「エアトレイン」の建設が始まった。2001年の9.11テロの影響で当初の計画を大幅に縮小し、予定より1年遅れの2003年12月17日に開業した。ケネディ空港内の各ターミナルや、駐車場、レンタカー会社のオフィスなどを結び、地下鉄A線のハワード・ビーチ-JFKエアポート駅系統と、地下鉄E,J,Z線のサットフィン・ブールバード-アーチャー・アベニュー-JFKエアポート駅／ロングアイランド鉄道のジャマイカ駅発着系統（それぞれ、地下鉄接続駅→ターミナル1→2→4→5→7→8→地下鉄接続駅の運行）、そして空港内環状線（ターミナル１→8→7→5→4→2→1の順の一方循環）の三つの運行系統がある。ターミナルおよび駐車場エリア間の移動は無料、地下鉄接続駅（ジャマイカ駅およびハワードビーチ駅）を利用する際は運賃8.5ドルかかる。

### バス
市営（MTA）の空港連絡バス（Q3、Q6、Q7、Q10、B15系統）がAir TrainのLefferts Blvd駅（無料区間内）からニューヨーク地下鉄とロングアイランド鉄道の駅まで運行されており、OMNYやクレジットカードのタッチ決済でバス料金（2ドル90セント）支払い後にニューヨーク地下鉄に同じタッチ決済で無料で乗り換えることができる。なお、マンハッタンへの直行バスは現在運行されていない。

### タクシー
JFK空港からマンハッタンへのタクシー運賃は一律52ドルとNY市により規定されおり、平日夕方利用の際には4ドル50セントの追加料金がかかる。また、有料道路料金とチップは別途請求となる。マンハッタンで数か所立ち寄った場合、始めに降りる場所までが先述の規定料金で、そこから先はメーター料金が加算される。いわゆる白タクがターミナルビル付近で客引きをしていることがあり、タクシーは必ず各ターミナルビルのタクシー乗り場に停車する。正規のタクシー運転手が車から降りて客引きをすることはない（その手の客引きは違法）。

### 自動車
マンハッタンの中心部から高速道路利用で約30分（渋滞がない場合）でアクセスできる。タクシーやレンタカーなどでのアクセスが一般的である。

## ニューヨーク市とその3つの主要空港の位置関係

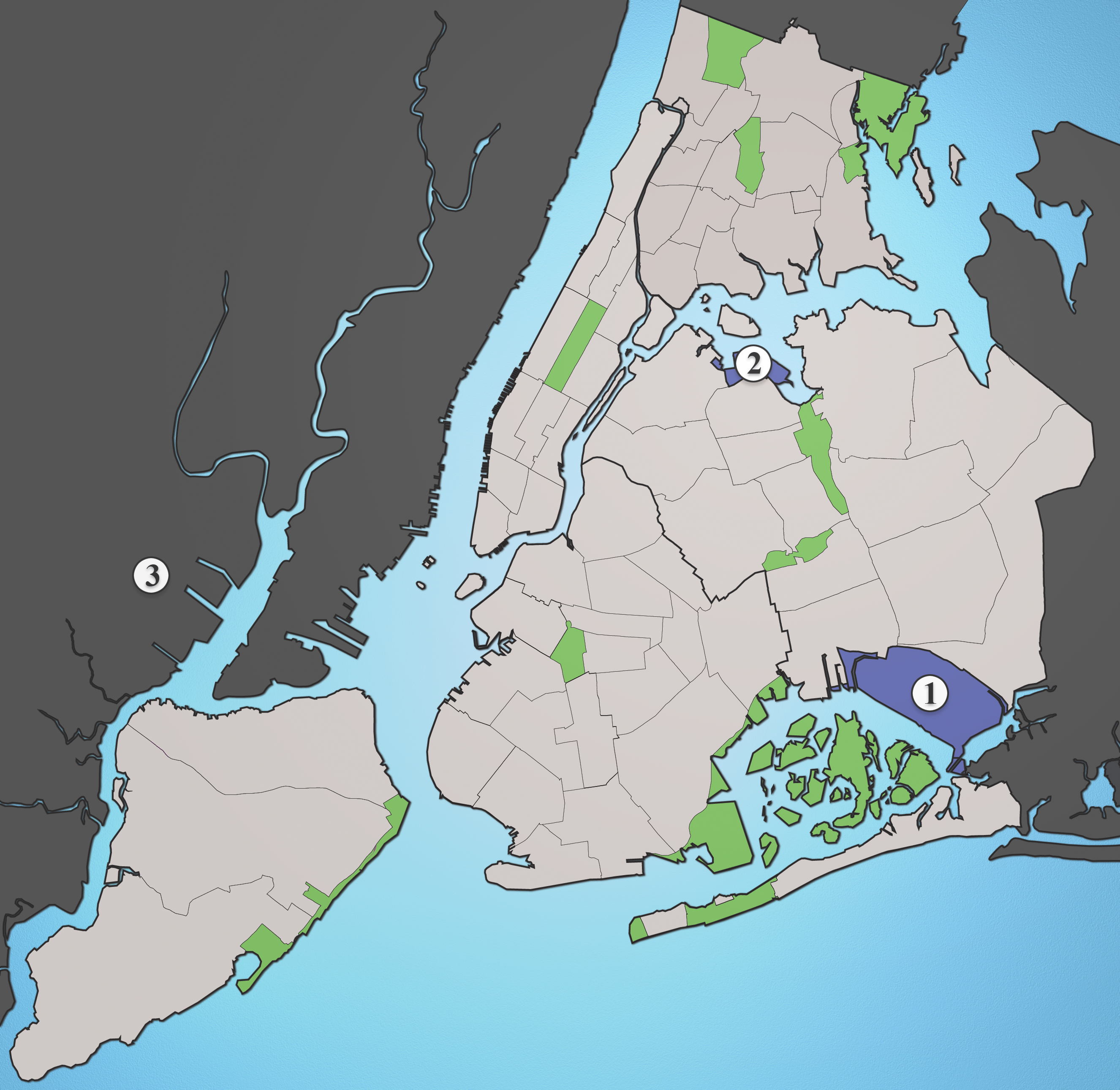
ニューヨーク市とその3つの主要空港の位置:
1. JFK、2. LGA、3. EWR

ニューヨーク周辺には、2.ニューヨーク/LGAや3.ニューアークなどの空港がある。
ラガーディア空港やニューアーク空港への直行バスはなく、タクシーやリムジン手配か、バスなど公共機関乗り継ぎとなる。
- （Air Train）→Jamaica駅（地下鉄E線）→Jackson Heights/Roosevelt Avenue駅（Q70番バス-地下鉄から無料乗換）→ニューヨーク/LGA
- （Air Train）→Jamaica駅（地下鉄E線）→42nd St/Port Authority Bus Terminal駅（Newark Airport Express Bus）→ニューアーク空港

## 事故
- 1954年12月18日 - アリタリア航空のダグラス DC-6型機が2時間半にも及ぶ旋回の後4回目の着陸で墜落。乗員乗客併せて32人中26人が死亡。
- 1962年3月1日 - アメリカン航空のボーイング707型機が離陸後、舵が効かなくなり墜落。95人の乗員乗客全員が死亡（アメリカン航空1便墜落事故）。
- 1962年11月30日 - イースタン航空のDC-7型機が着陸失敗で墜落。
- 1975年6月24日 - イースタン航空66便（ボーイング727型機）が22L滑走路手前で墜落。乗員乗客115人が死亡。当時強い雷雨のなかウィンド・シアが起こったとされている（イースタン航空66便着陸失敗事故）。
- 1990年1月25日 - コロンビアのアビアンカ航空52便（ボーイング707-320）が着陸進入中、ニューヨーク州コープ・ネックに墜落、73人が死亡。当日は悪天候のため空中待機が長引き燃料切れとなったことが直接の原因。操縦士の英語力不足による意思疎通の問題がその背景にあった（アビアンカ航空52便墜落事故）。
- 1998年9月2日 - スイス航空111便MD-11型機がジュネーブ空港へ向けて離陸後にコクピット後方で電気系統がショートして火災が発生し操縦不能に陥りカナダ・ノバスコシア州ハリファクス沿岸の大西洋上に墜落。その後の調査で機内エンターテイメントの配線が不十分だったことによる。乗客乗員229人全員死亡（スイス航空111便墜落事故）。
- 2001年11月12日 - アメリカン航空587便サントドミンゴ行き（エアバスA300）が離陸直後に墜落。乗員乗客260人全員と地上の住民5人が死亡という、ケネディ空港最悪の事故（アメリカ国内でも最悪級の事故）となった。直前に離陸した日本航空47便成田行きの、ボーイング747が引き起こした後方乱気流によって大きく揺れた機体のバランスを保とうと、副操縦士が方向舵を過剰操作した結果、垂直尾翼がこれに耐えきれず折損、機体がコントロールを失った。(アメリカン航空587便墜落事故)

## 事件
- Appleは2012年に発売を開始したiPad miniについて、中国から到着した約3,600台（約150万ドル相当）を、発送のため同空港の貨物ビル内に保管していたが、11月12日深夜（東部標準時）に、全て盗まれているのが発見された。事件の舞台となった貨物ビルは、映画「グッドフェローズ」のモデルとなった1978年の現金強奪事件が発生した場所でもある[6]。